# أناتولي سوبتشاك
أناتولي ألكسندروفيتش سوبتشاك (10 أغسطس 1937 - 20 فبراير 2000) (الروسية: Анато́лий Алекса́ндрович Собча́к) هو سياسي روسي، شارك في تأليف الدستور الحالي للاتحاد الروسي، وهو أول عمدة منتخب ديمقراطياً في سانت بطرسبرغ، وقد كان أستاذاً لكل من فلاديمير بوتين و‌ديمتري ميدفيديف.

## مسيرته

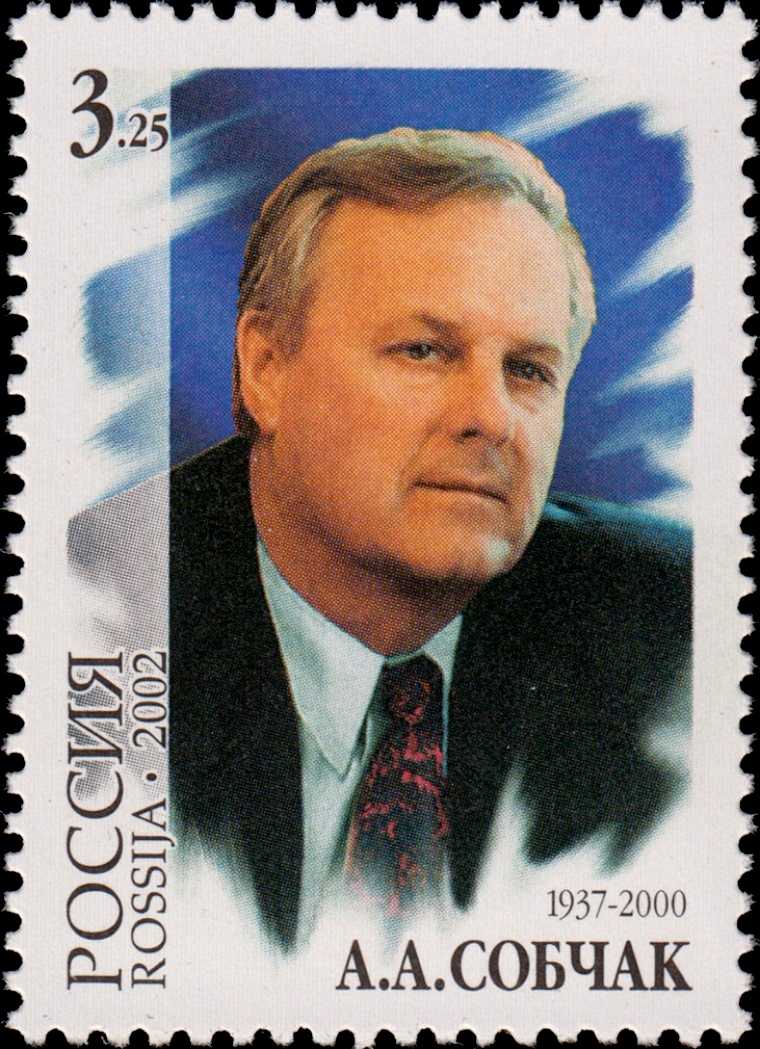
أناتولي سوبتشاك على أحد الطوابع البريدية الروسية سنة 2002

ولد أناتولي سوبتشاك في تشيتا، سيبيريا، الاتحاد السوفيتي، في 10 أغسطس 1937. كان والده «ألكسندر أنتونوفيتش» مهندسًا للسكك الحديدية، وكانت والدته «ناديزدا أندرييفنا ليتفينوفا» محاسبة. في عام 1939، انتقلت العائلة إلى أوزبكستان، حيث عاش أناتولي حتى عام 1953 قبل دخول كلية ستافروبول للقانون. في عام 1954، انتقل إلى جامعة لينينغراد الحكومية. في عام 1958، تزوج «نوننا غانديزيوك» (Nonna Gandzyuk) وهي طالبة من كلية هيرزن للمعلمين.
بعد تخرجه من جامعة لينينغراد الحكومية، عمل لمدة ثلاث سنوات محاميا في ستافروبول، ثم عاد إلى جامعة لينينغراد الحكومية للدراسات العليا (1962-1965). بعد حصوله على درجة الدكتوراه، قام بتدريس القانون في مدرسة شرطة لينينغراد ومعهد لينينغراد لتكنولوجيا صناعة السليولوز والصناعات الورقية (1965-1973)، وبين 1973 و 1990 قام بالتدريس في جامعة لينينغراد الحكومية.
في عام 1980 تزوج من ليودميلا ناروسوفا، وأنجب معها كسينيا سوبتشاك.

## روابط خارجية
- أناتولي سوبتشاك على موقع مونزينجر (الألمانية)
- أناتولي سوبتشاك على موقع كينوبويسك (الروسية)
- أناتولي سوبتشاك على موقع أوليمبيديا (الإنجليزية)
- Official site of Anatoly Sobchak (Russian)
- http://www.nns.ru/persons/sobchak.html (Russian)
- Boris Vishnevsky Anatoly Sobchak: Triumph and Tragedy (Russian)